# Aubert de Villaine
Aubert Gaudin de Villaine, né le 8 février 1939 à Rennes, est un viticulteur français entre autres cohéritier et cogérant du prestigieux domaine de la Romanée-Conti, de Vosne-Romanée dans le vignoble de Bourgogne.

## Biographie
Né en 1939, fils aîné d'Henri Gaudin de Villaine et petit-fils d'Edmond Gaudin de Villaine, il entreprend des études en littérature et en droit et part vivre neuf mois à New York où il travaille entre autres pour Frederick Wildman & Co, importateur exclusif du vin du domaine familial aux États-Unis. Il s’y adonne aussi au journalisme et rencontre, entre autres, le viticulteur californien Robert Mondavi en 1964.
Il revient en Bourgogne en 1965 pour rejoindre le domaine de son grand père Edmond Gaudin de Villaine et de son père Henri de Villaine qui lui apprend le métier et lui transmet le domaine en 1971. Il devient jusqu'à ce jour, comme représentant de sa famille, codirecteur du domaine familial ancestral de 25,5 hectares du domaine de la Romanée-Conti, au côté d'une membre d'une autre branche familiale, Lalou Bize-Leroy entre 1974 et 1992. Depuis 1992, il codirige le domaine avec Henry-Frédéric Roch, successeur de la précédente.
Le domaine familial de la Romanée-conti, à Vosne-Romanée, est constitué du vignoble romanée-conti (acquis par la famille en 1869), ainsi que sept autres grands crus prestigieux voisins : la tâche, richebourg, romanée saint-vivant, grands-échezeaux, échezeaux, vosne-romanée Ier cru ainsi que montrachet et corton dans le vignoble de la côte de Beaune.
En 1971, il épouse Pamela, une Américaine rencontrée à New York, et fonde avec elle le « Domaine Aubert & Pamela de Villaine » à Bouzeron, dans les vignobles de la côte chalonnaise, entre Chassagne-Montrachet, Santenay, Rully et Mercurey. Il est maire de Bouzeron de 2001 à 2008 et son neveu Pierre de Benoist lui succède en 2000 à la tête du domaine de 23 hectares cultivé en biodynamie. En 1997, le bourgogne aligoté du vignoble de Bouzeron est labellisé Bouzeron (AOC).
En 1976, pour célébrer le bicentenaire de la déclaration d'indépendance des États-Unis du 4 juillet 1976, il fait partie le 24 mai des onze juges du Jugement de Paris de 1976, un concours de vin où sont confrontés des grands millésimes de vins français et californiens.
En 2000, Aubert de Villaine s'associe avec la famille de viticulteurs de son cousin américain par alliance Larry Hyde pour fonder le domaine viticole HDV (Hyde de Villaine) dont il est directeur, dans la Napa Valley en Californie aux États-Unis.
En 2006, lors de la vente des hospices de Beaune, en tant que président de l'association Les Climats du vignoble de Bourgogne, il lance la candidature des Climats de Bourgogne, et des villes viticoles historiques Dijon et Beaune, à l'inscription sur la liste du Patrimoine mondial de l'Unesco (Organisation des Nations unies pour l'éducation, la science et la culture).
En 2009, âgé de 70 ans, il présente son neveu Bertrand de Villaine comme son futur successeur au sein de la direction du Domaine de la Romanée-conti, cogéré par deux familles.
En 2010, la revue d'œnologie britannique Decanter lui décerne le titre d'Homme de l'année de Decanter (Decanter Man of the year),.
Au cours de sa carrière, il s'est lié d'amitié avec des personnalités de la gastronomie et du vin, comme le cuisinier et écrivain culinaire Richard Olney, ou l'importateur Californien Kermit Lynch.

## Récompenses et distinctions
- Vice-président de l'Académie du vin de France
- Depuis 1971 : Cogérant du domaine de la Romanée-Conti
- Depuis 1971 : Fondateur du « Domaine Aubert & Pamela de Villaine » à Bouzeron dans le vignobles de la côte chalonnaise
- 1976 : Juge du Jugement de Paris 1976
- Depuis 2000 : Directeur cofondateur du domaine viticole HDV (Hyde de Villaine), dans la Napa Valley en Californie
- 2010 : Decanter Man of the year
- 2012 : Docteur honoris causa de la Katholieke Universiteit Leuven

### Filmographie
- 2019 : L'Âme du vin de Marie-Ange Gorbanevsky (documentaire)